# 石橋尚義
石橋 尚義（いしばし ひさよし）は、戦国時代から安土桃山時代にかけての武将。石橋氏（塩松石橋家）最後の当主。陸奥国安達郡塩松城主。

## 略歴
石橋定義の子として誕生。
天文11年（1542年）、奥州諸大名を巻き込んだ伊達氏の天文の乱において、尚義は当初伊達稙宗方に立って参戦したが、後に晴宗方に転じた。この間に石橋氏の重臣大内義綱が家中での力を強め、尚義を圧倒するようになり、天文19年（1550年）には義綱によって塩松城二の丸に幽閉され、重臣の石橋四天王（大内・大河内・石川・寺坂）に実権を奪われた。
永禄11年（1568年）、隣国の田村氏に通じた大内義綱・石川有信らによって、尚義は塩松城から追放され塩松石橋氏は滅亡した。
牢人となった尚義は天正5年（1577年）に死去したという。相馬領に逃れた娘は後に相馬家重臣・泉大膳（胤秋）の室となった。